# قومکند
قومکند (به قزاقی: Kumkent) یک منطقهٔ مسکونی در قزاقستان است که در شهرستان سوزاق واقع شده‌است. قومکند ۲٬۰۶۳ نفر جمعیت دارد.